# Arceau
Arceau ist eine französische Gemeinde mit 990 Einwohnern (Stand 1. Januar 2022) im Département Côte-d’Or in der Region Bourgogne-Franche-Comté. Sie gehört zum Arrondissement Dijon und zum Kanton Saint-Apollinaire. Umgeben wird Arceau von der Gemeinde Beire-le-Châtel im Norden, von Savolles im Osten, von Arc-sur-Tille im Süden und von Bretigny im Westen.

## Weblinks

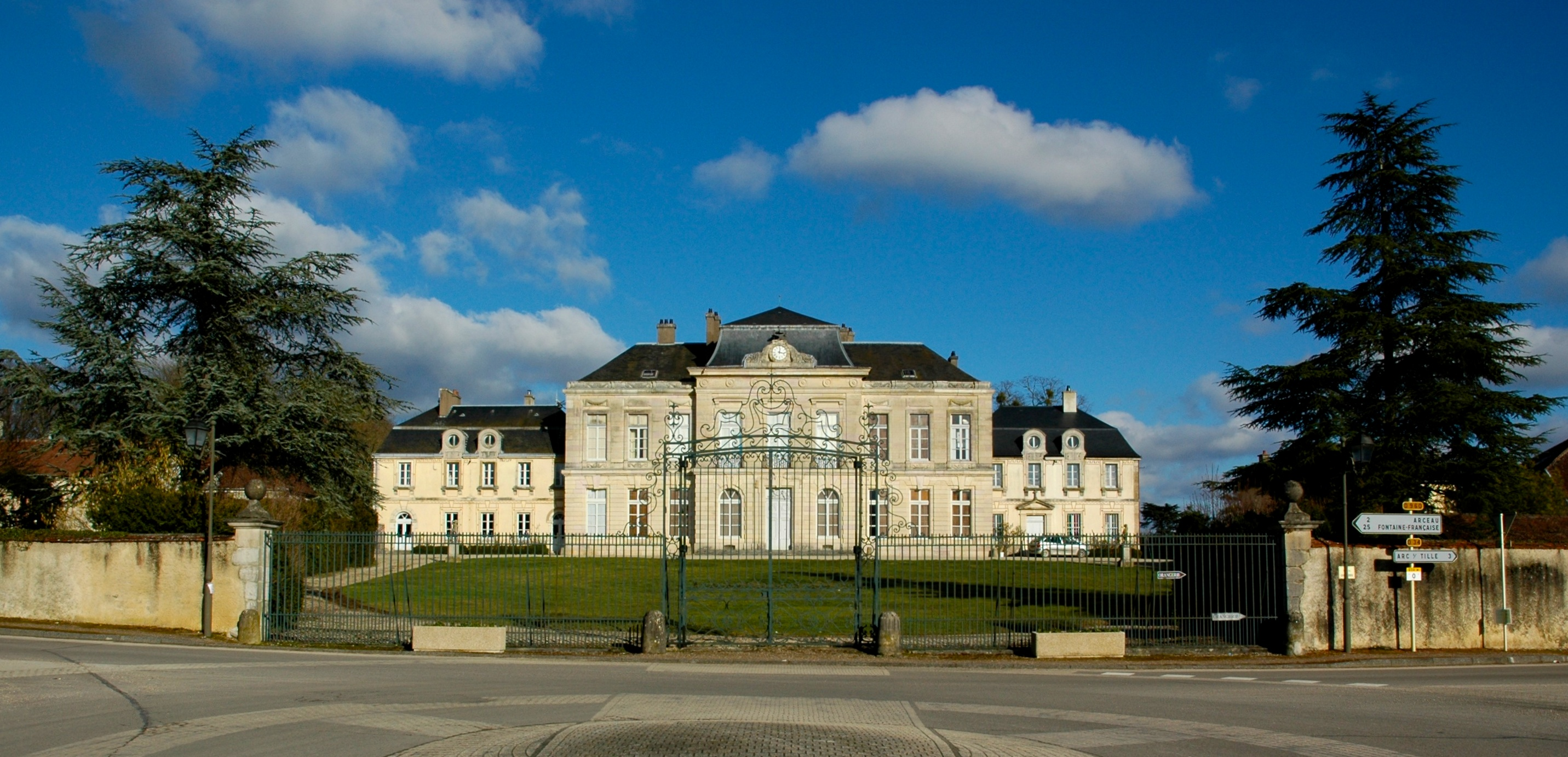
Schloss Arcelot

## Bevölkerungsentwicklung
| Jahr                       | 1962 | 1968 | 1975 | 1982 | 1990 | 1999 | 2008 | 2016 | 2019 |
| Einwohner                  | 351  | 356  | 367  | 456  | 526  | 569  | 634  | 869  | 966  |
| Quellen: Cassini und INSEE |      |      |      |      |      |      |      |      |      |